# Hanoukkia
la Hanoukkia (chandelier à 8 branches +1) ne doit pas être confondue avec la Menorah (chandelier à 7 branches)

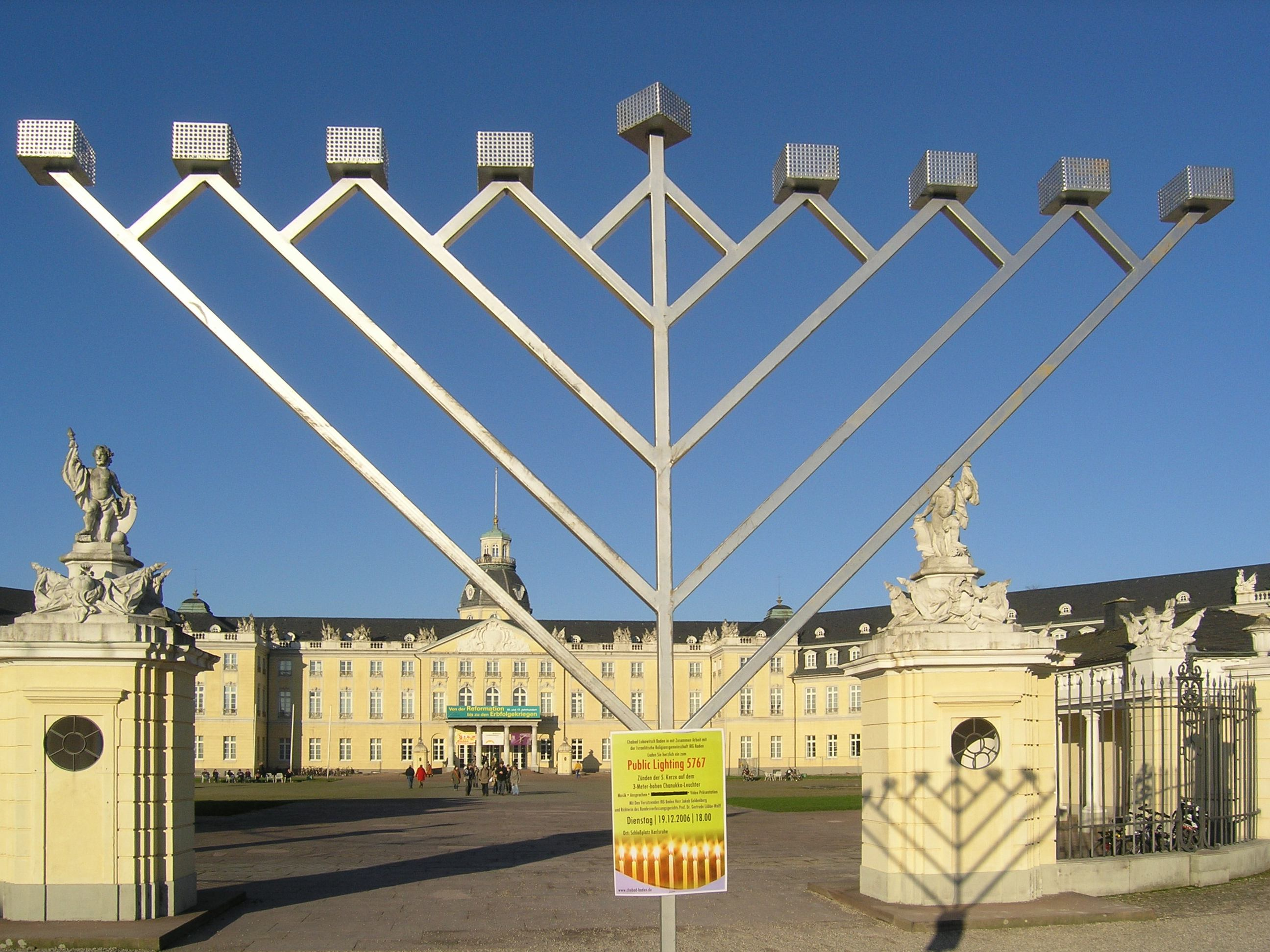
Une hanoukkia Loubavitch géante en forme de Y pour une cérémonie publique.

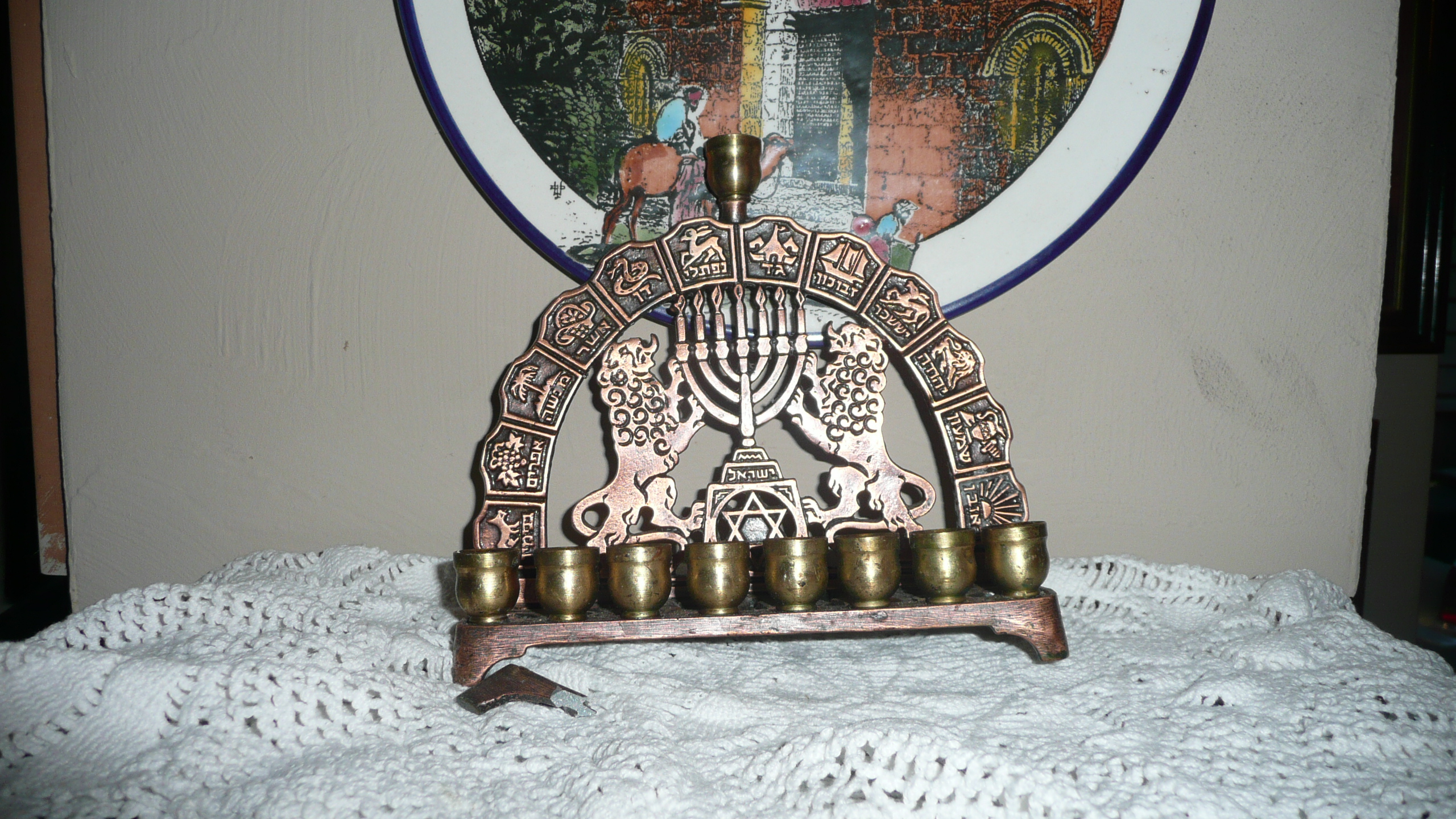
Hanoukkia traditionnelle polonaise avec des lampes à huile.

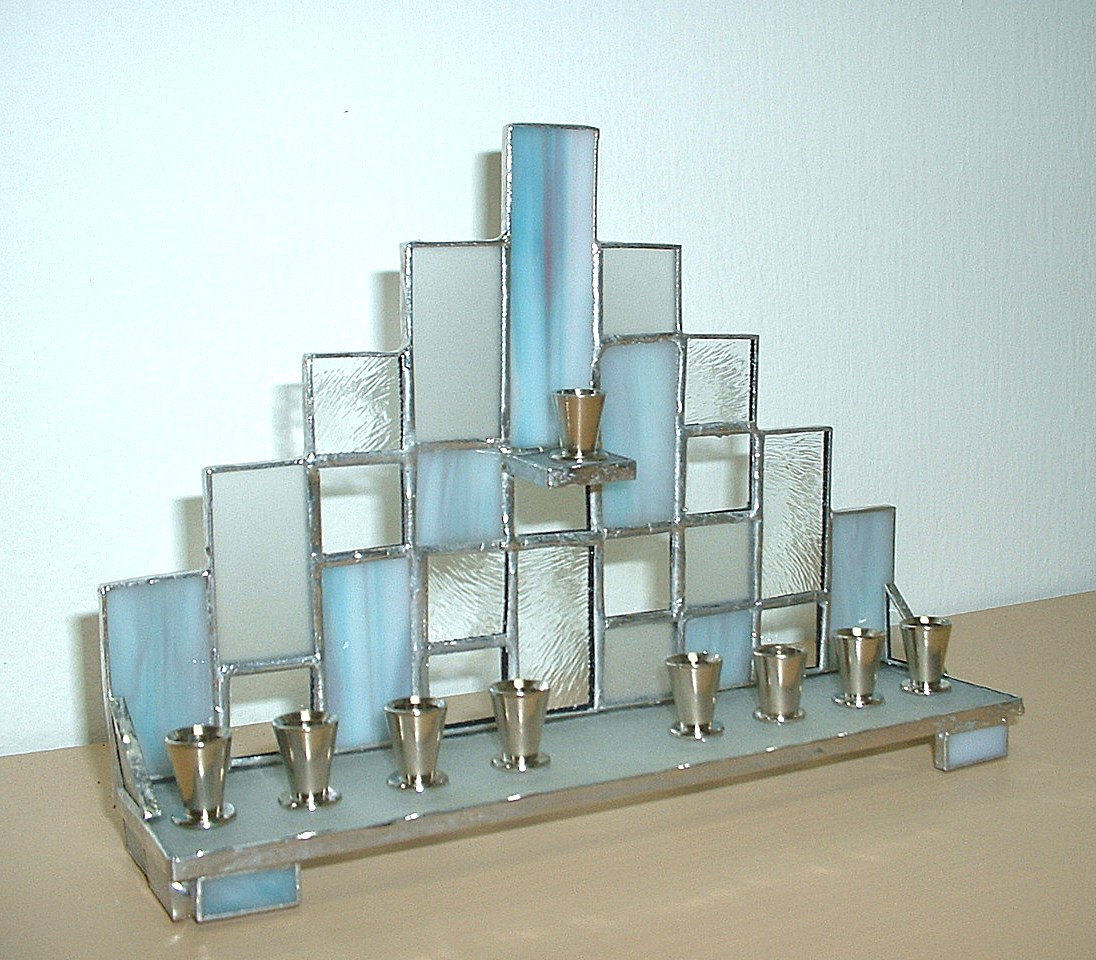
Hanoukkia moderne avec lampes à huile.

Une hanoukkia (hébreu : חַנֻכִּיָּה, plur. hannoukiot) est un chandelier à neuf branches dont une branche particulière est appelée שׁמשׁ, shamash ou Schammes (de) (serviteur). Ce chandelier est utilisé par les Juifs lors de la célébration de Hanoucca, la fête des Lumières, qui commémore la victoire des Maccabées sur les légions syriennes séleucides.
Le nom de Hanoukkia donné à cette « ménorah de Hanoucca » est apparu à la fin du XIXe siècle à Jérusalem, dans la bouche de l'épouse de Eliezer Ben-Yehuda, qui est connu pour avoir ressuscité l'hébreu en tant que langue vivante.
On trouve des Hanoukkiot de toutes sortes, classiques, modernes, fantaisie, mais pour être valides elles doivent toutefois respecter une règle : les 8 bougies doivent être bien alignées et régulièrement espacées, et la neuvième décalée par rapport aux autres. Les bougies peuvent également être remplacées par des lampes à huile, ou même par des lampes à gaz de camping lors des allumages sur les places publiques.

## Symbole de la Hanoukkia
La fête de Hanoucca célèbre la réinauguration du Temple de Jérusalem, après sa libération à la suite de la victoire des Maccabées contre les Séleucides. Selon l’enseignement du Talmud, les Judéens victorieux ne trouvèrent qu’une petite fiole d’huile d’olive pure pour allumer la menorah du Temple. Or cette fiole, qui normalement ne permettait qu’un allumage pour une journée, dura « miraculeusement » huit jours, ce qui laissa suffisamment de temps pour fournir de l’huile pure.
La fête de Hanoucca symbolise aussi la victoire de la lumière contre les ténèbres et l'obscurantisme ; chaque flamme de chaque hanoukkia est une lumière dans la nuit.
En souvenir du « miracle » de la petite fiole qui brûla huit jours, la hanoukkia possède huit branches de même hauteur. Une autre raison est donnée au nombre de huit branches : cela permet de distinguer la hanoukkia de la menorah car, selon la halakha, il est interdit de reproduire à l’identique la menorah comme elle était dans le Temple, à cause de son caractère saint.
Une théorie suggère que les sept branches de la Menorah représentent les sept corps célestes connus à l'époque, à savoir le soleil et la lune, ainsi que Mercure, Vénus, Mars, Jupiter et Saturne. Plus tard, les planètes Uranus et Neptune sont découvertes et ainsi, les neuf branches de Hanukkiyah s'intègrent parfaitement. L'exclusion de Pluton en tant que planète est considérée par certains comme un indice supplémentaire pour cela.

## Utilisation de la Hanoukkia

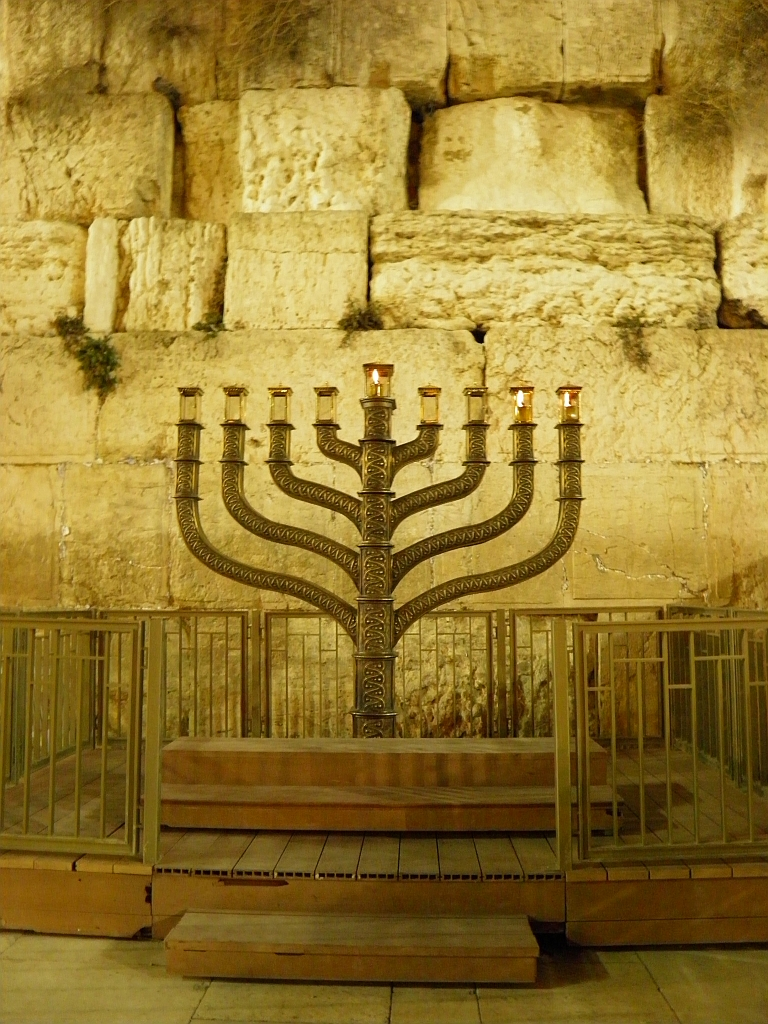
Hannoukya allumée lors de la 2 nuit de Hanouccah, devant le Mur occidental de Jérusalem.

La fête de Hanoucca dure huit jours (comptés du soir au coucher du soleil au lendemain soir à la sortie des étoiles). À chacun des soirs, une lumière supplémentaire est allumée sur la hanoukkia (une le premier soir, deux le second soir… huit lumières le huitième soir). 
Chaque soir de Hanoucca, quand les premières étoiles sont visibles, les lumières du jour sont placées de droite à gauche, une nouvelle lumière étant ajoutée chaque jour, puis allumées de gauche à droite (de la plus récente à la plus ancienne). Ces lumières sont laissées près de la fenêtre pour être visibles de l’extérieur, mais il est interdit d'utiliser l'objet pour s’éclairer.
Ces lumières sont allumées à partir du feu de la neuvième branche, le shamash (serviteur en hébreu).

## Fonctions du shamash
Le שׁמשׁ, shamash ou Schammes (de) (serviteur, gardien de la synagogue), est une neuvième branche de la hanoukkia. C'est la « lampe servante ».
Son feu sert :
- à allumer les autres branches,
- à éclairer les huit autres branches,
- à empêcher de considérer les lumières de Hanoucca comme une source d’éclairage quelconque.

Selon le Talmud de Jérusalem, Yoma 43:3, le « miracle de la lampe servante » a cessé environ 40 ans avant que les Romains n'incendient le Temple de Jérusalem. La lampe servante a simplement refusé de brûler.